# Марк Форстер (співак)

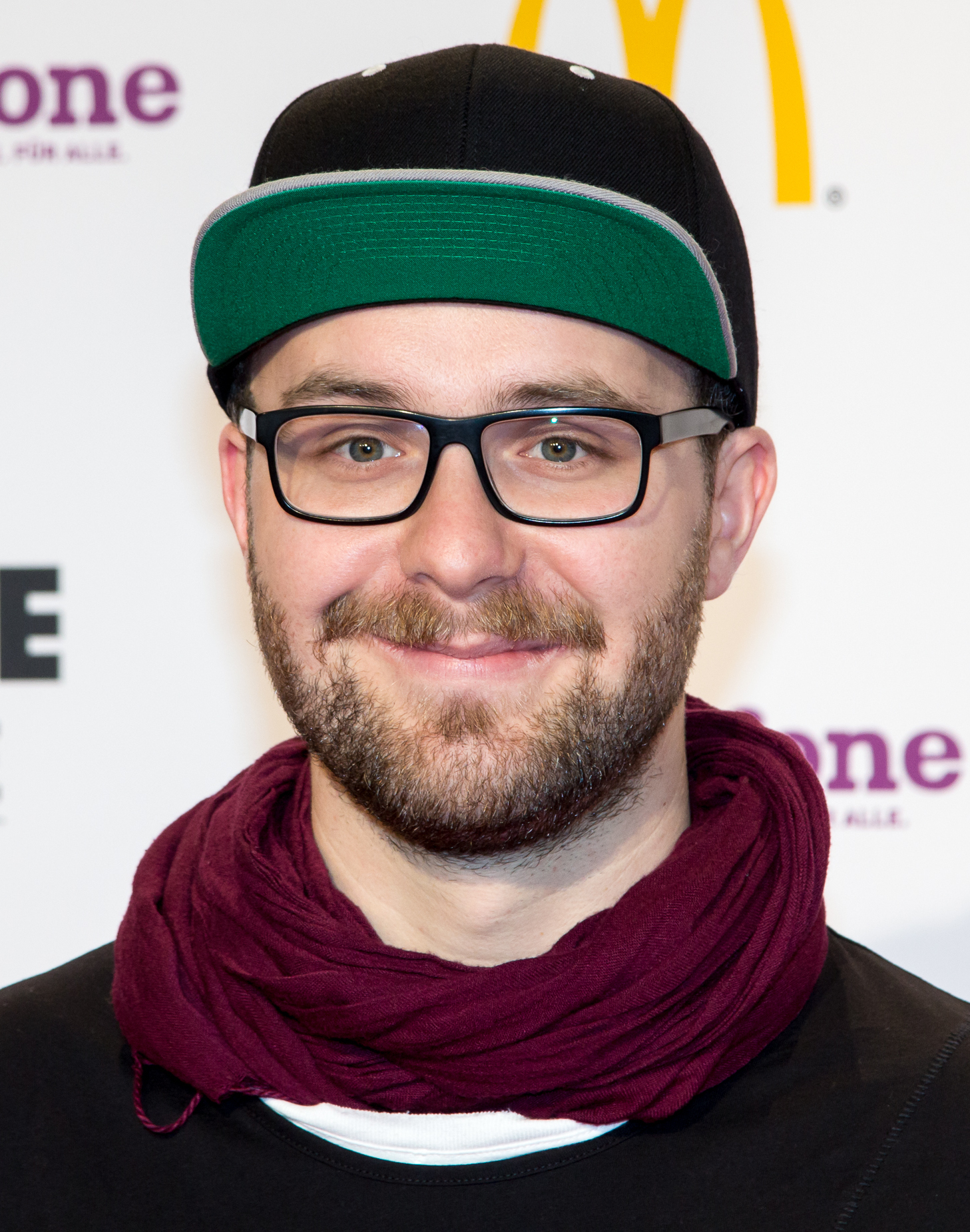
Форстер на 1 «Live Krone»(2015 рік)

Марк Форстер (нім. Mark Forster, 11 січня 1984, Кайзерслаутерн) — німецький співак, автор пісень, композитор, виконавець.

## Кар'єра
Марк Форстер виріс у Віннвайлері. Його матір походить із Польщі, а батько — з Німеччини. Мати називала його Марек, тому саме під ім'ям Marek Ćwiertnia він почав кар'єру музиканта. Пізніше переїхав як піаніст, співак і композитор у Берлін, де також писав пісні для телебачення. Серед них був, зокрема, саундтрек для шоу «Krömer». У період 2007—2010 років Форстер акомпанував Курту Кромелю під час його виступів у Німеччині. 2009 року був фронтменом гурту «Бальбоа» в Берліні. Також грав у програмі Кромеля «Kröm De La Kröm-Programm» африканського музиканта Мітумба Люмбумба.
2010 року Форстер підписав контракт з Four Music. Разом із продюсерами Ральфом Крістіаном Майером та Себастьяном Бьонішем записав альбом «Karton», який розійшовся Німеччиною, Францією та Іспанією. У січні й лютому 2012 року Марк Форстер виступав на розігріві у Laith Al-Deen. Його перший сингл «Auf dem Weg» вийшов 18 травня 2012, а дебютний альбом «Karton» з'явився 1 червня 2012.
В опублікованому 15 листопада 2013 року синглі репера Зідо «Einer dieser Steine» Марк виконує приспів. Завдяки цій пісні він потрапив у десятку найкращих виконавців у Німеччині і Швейцарії. Тоді вони виконують разом ще одну композицію «Au revoir» — першу пісню з другого альбому Форстера «Bauch und Kopf». Пісня відразу потрапила на 2 місце німецьких чартів, альбом тричі став золотою платівкою в Німеччині, а у Швейцарії досягнув платинового статусу. Новий альбом зайняв 18 позицію в чартах.
Разом з Тоні Моно (Петер Зауербір) Форстер заспівав кавер-версію своєї пісні «Au revoir, Au revoir, USA» для 1 Live до чемпіонату світу з футболу FIFA 2014. У фіналі чемпіонату з німецькою участю, він випустив ще одну спеціальну версію «Au revoir». У приспіві говориться «Au revoir, Maracanã» – як натяк на місце останньої гри Німеччини проти Аргентини. 12 грудня виходить його новий сингл «Flash mich» з альбому «Bauch und Kopf».
Разом з Лєною Маєр-Ландрут та Йоханнесом Штрате (сезон 3) та Сашею (сезон 4) був у 2015 та 2016 тренером та членом журі 3 та 4 сезонів кастинг-шоу «The Voice Kids». 21 серпня 2015 вийшов третій сингл «Bauch und Kopf». З цією піснею уже через тиждень Форстер представив свою федеративну землю Рейнланд-Пфальц на бундесвері пісенного конкурсу «Євробачення 2015», в якому він посів перше місце.
Наприкінці 2015 року разом з DJ Felix Jaehn працював над проєктом Eff і випустив сингл «Stimme».
Першою піснею до нового третього альбому «Tape» став сингл «Wir sind groß», який вийшов 1 квітня. На каналі ZDF ця пісня стала своєрідним гімном Чемпіонату Європи з футболу 2016.
Восени 2016 вийшла нова пісня «Chöre», що стала саундтреком до німецької комедії «Ласкаво просимо до Хартманів». Ця пісня, як і «Stimme» та «Wir sind groß», потрапила в німецький Top 10, завдяки чому Марк Форстер став найуспішнішим музикантом 2016 року в німецьких чартах після Джастіна Бібера.

## Інше
Форстер трохи володіє польською мовою і є прихильником 1 FC Кайзерслаутерн.
З 2013 року Форстер є послом кревної справи та бере участь в акціях від SWR і SR на підтримку дітей, а також для двох банків крові.

## Нагороди
- Deutscher Musikautorenpreis
  - 2015: у категорії «Найуспішніша пісня» («Au revoir»)
- Bundesvision Song Contest
  - 2015: Переможець від Рейнланд-Пфальц з піснею «Bauch und Kopf»
- 1 Live Krone
  - 2015: Номінація у категорії «Найкращий артист»